# Lucky Stars Go Places
Lucky Stars Go Places es una película de acción de 1986 de Hong Kong dirigida por Eric Tsang y producida por Sammo Hung.
La película es la cuarta entrega de la saga Lucky Stars, iniciada en 1983 con la película Winners and Sinners. Los actores Jackie Chan y Yuen Biao no participaron en la grabación de Lucky Stars Go Places.

## Sinopsis
La policía le ha pedido a Eric (Sammo Hung) que investigue un caso de comercio internacional de municiones entre dos pandillas. Una de las pandillas es la yakuza japonesa y la otra es un grupo de terroristas con un arsenal de municiones.

## Reparto
| Actor        | Personaje |
| ------------ | --------- |
| Sammo Hung   | Eric      |
| Andy Lau     | Lambo     |
| Alan Tam     | Top Dog   |
| Kent Cheng   | Fat Cat   |
| Anthony Chan | Long Legs |
| Billy Lau    | Libbogen  |
| Maria Tung   | Yum Yum   |
| Sylvia Chang | Quito     |